# Acte de l'Indépendance de la République d'Haïti
 (novembre 2013).

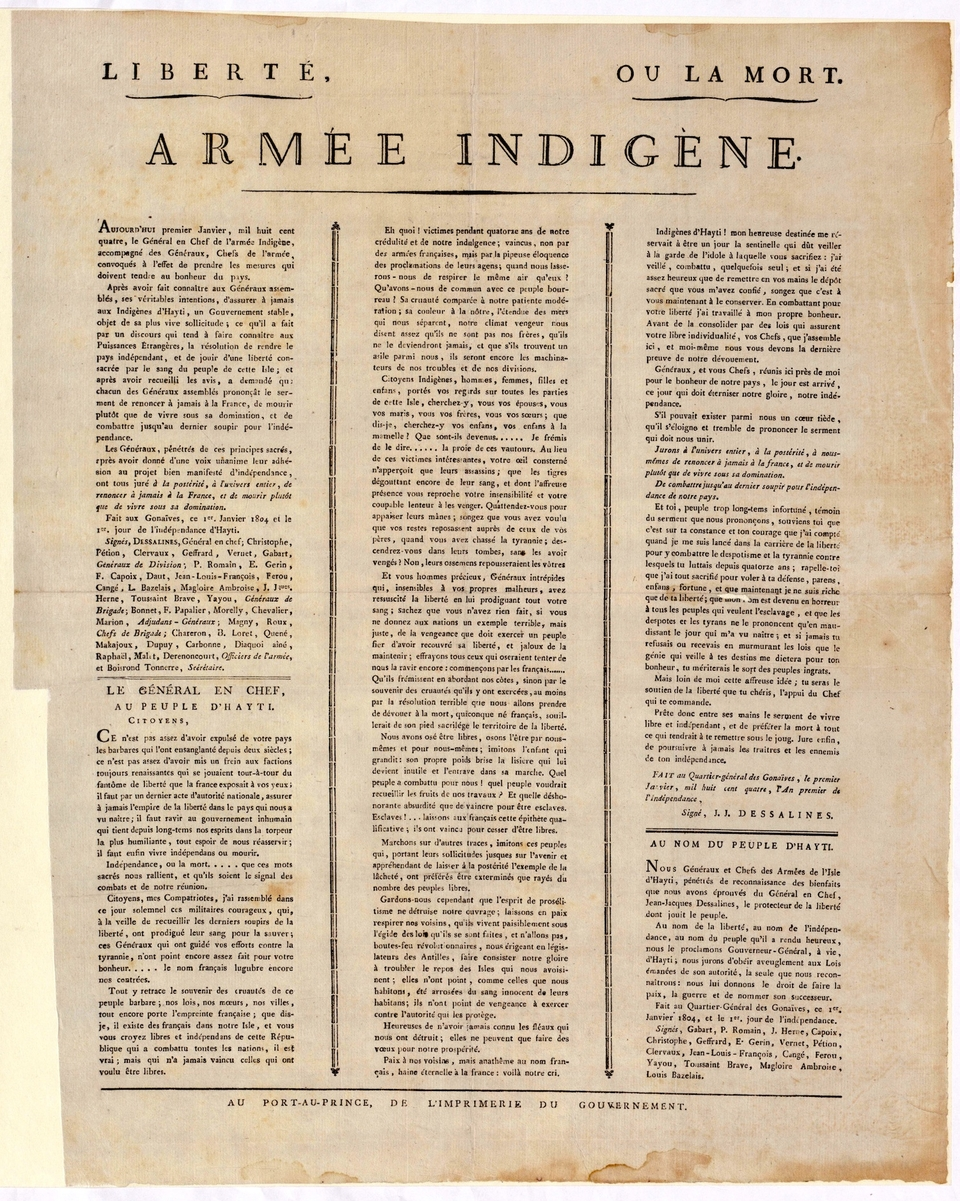
Acte d'Indépendance de la République d'Haïti, 1804.

L'Acte de l'Indépendance de la République d'Haïti est un document officiel proclamant, à la date du 1er janvier 1804, l'indépendance de l'État Haïtien, partie anciennement française de Saint-Domingue, devenu la première république noire au monde au terme de la Révolution haïtienne et de l'échec de l'expédition française de Saint-Domingue.
Cet acte officiel fut établi par Louis Boisrond Tonnerre secrétaire de Jean-Jacques Dessalines. Ce dernier lut la déclaration le 1er janvier 1804 sur la Place d'Armes de la ville des Gonaïves.

La déclaration commence par une longue proclamation à la Nation, préambule précédé des mots : 

« Liberté ou la mort, Armée indigène, Gonaïves le Premier Janvier 1804, An I de l'Indépendance. »

À la suite de cette proclamation à la Nation, commence la lecture de l'Acte d'Indépendance de la République d'Haïti.

## Proclamation à la Nation

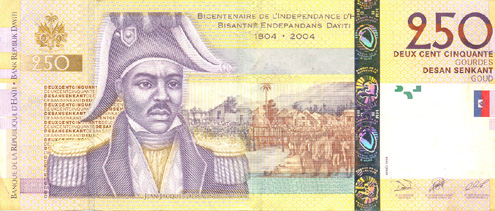
Billet de banque haïtien commémorant le bicentenaire de l'Acte d'Indépendance avec le portrait de Jean-Jacques Dessalines.

Symbole de la République d'Haïti.

Le préambule s'adresse aux citoyens et commence ainsi (extrait) :

« Acte de l'Indépendance de la République d'Haiti
Proclamation à la Nation
Le Général en chef au Peuple d'Haïti
Citoyens,
Ce n'est pas assez d'avoir expulsé de votre pays les barbares qui l'ont ensanglanté depuis deux siècles ; ce n'est pas assez d'avoir mis un frein aux factions toujours renaissantes qui se jouaient tour à tour du fantôme de liberté que la France exposait à vos yeux : il faut, par un dernier acte d'autorité nationale, assurer à jamais l'empire de la liberté dans le pays qui nous a vu naître ; il faut ravir au gouvernement inhumain qui tient depuis longtemps nos esprits dans la torpeur la plus humiliante, tout espoir de nous réasservir, il faut enfin vivre indépendants ou mourir.
Indépendance ou la mort ... que ces mots sacrés nous rallient, et qu'ils soient le signal des combats et de notre réunion... »

La proclamation à la Nation se termine par :

« Fait au quartier général des Gonaïves, le premier janvier mil-huit cent-quatre, l'an ler de l'Indépendance.
Signé : J.J. DESSALINES »

## Termes de la Déclaration d'Indépendance
« Aujourd'hui premier janvier dix huit cent quatre, le Général en chef de l'Armée indigène, accompagné des généraux, chefs de l'armée, convoqués à l'effet de prendre les mesures qui doivent tendre au bonheur du pays :

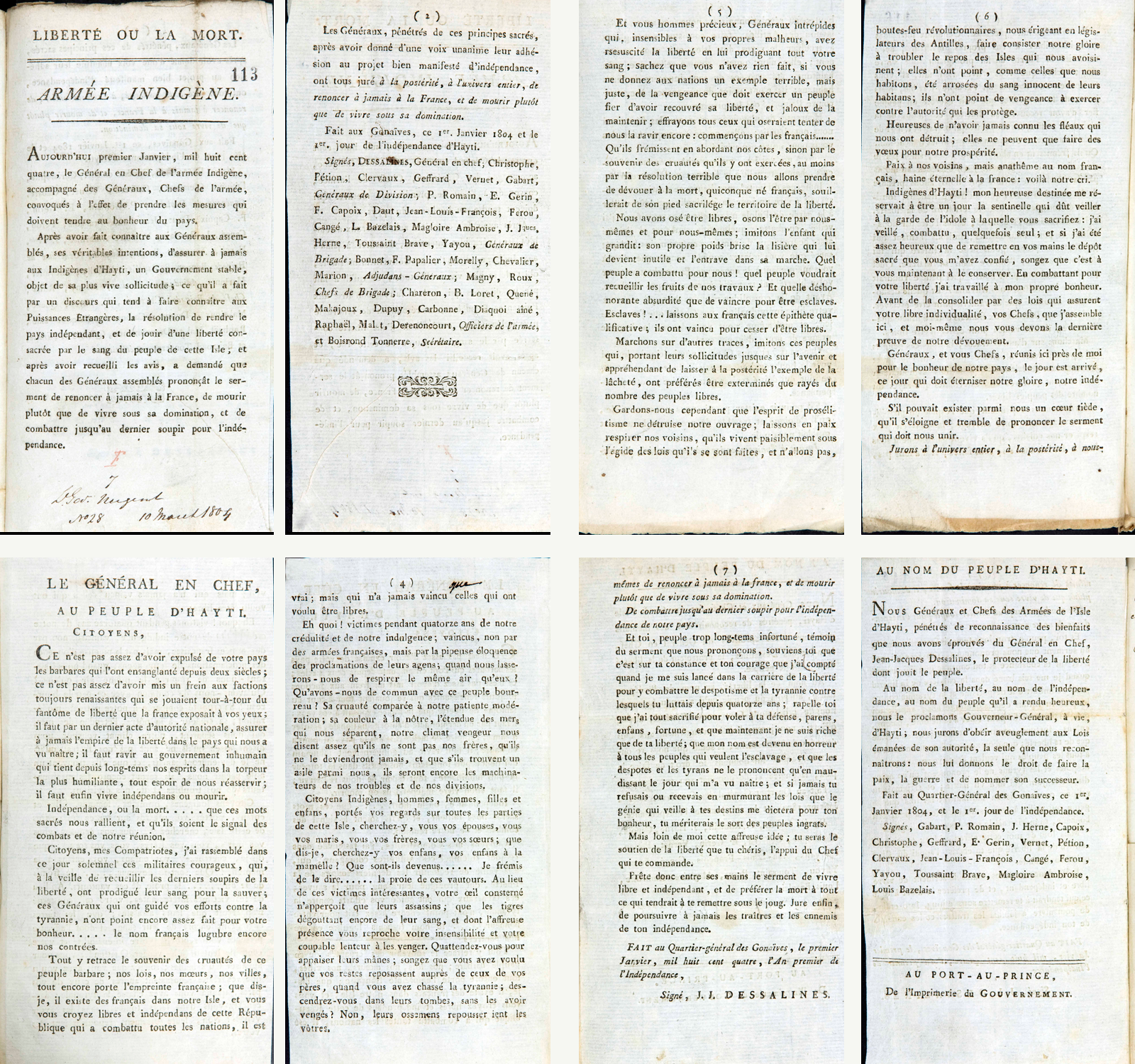
Déclaration d'indépendance de Haïti, 1804.

Après avoir fait connaître aux généraux assemblés ses véritables intentions d'assurer à jamais aux indigènes d'Haïti un gouvernement stable, objet de sa plus vive sollicitude : ce qu'il a fait à un discours qui tend à faire connaître aux puissances étrangères la résolution de rendre le pays indépendant, et de jouir d'une liberté consacrée par le sang du peuple de cette île ; et, après avoir recueilli les avis, a demandé que chacun des généraux assemblés prononçât le serment de renoncer à jamais à la France, de mourir plutôt que de vivre sous sa domination, et de combattre jusqu'au dernier soupir pour l'indépendance.
Les généraux, pénétrés de ces principes sacrés, après avoir donné d'une voix unanime leur adhésion au projet bien manifesté d'indépendance, ont tous juré à la postérité, à l'univers entier, de renoncer à jamais à la France, et de mourir plutôt que de vivre sous sa domination. »

## Consignataires de l'Acte d'Indépendance
L'acte d'Indépendance fut signé par 
- Jean-Jacques Dessalines, Général en chef[1]
- Henri Christophe, Général de division[1]
- Alexandre Pétion, Général de division[1]
- Nicolas Geffrard, Général de division[1]
- Augustin Clerveaux, Général de division[1]
- Vernet, Général de division[1]
- Gabart, Général de division[1]
- P. Romain, G. Gérin, F. Capois, Jean-Louis François, Férou, Cangé, G. Bazelais, Magloire Ambroise, J.J. Herne, Toussaint Brave, Yayou, généraux de brigades ;
- Guy Joseph Bonnet, F. Paplier, Morelly, Chevalier, Marion, adjudants-généraux
- Magny, Roux, chefs de brigades ;
- Chaperon, B. Goret, Macajoux, Benjamin Noel, Ololoy, Dupuy, Carbonne, Diaquoi aîné, Raphaël, Malet, Derenoncourt, officiers de l'armée haïtienne
- Pierre Nicolas Mallet alias Mallett Bon Blanc http://www.rootsweb.ancestry.com/~htiwgw/familles/fiches/001099.htm
- Louis Boisrond Tonnerre, secrétaire